# 흰이땃쥐류
흰이땃쥐류는 진무맹장목의 땃쥐과를 구성하는 3개의 아과 중의 하나인 흰이땃쥐아과(Crocidurinae) 포유류를 두루 일컫는 말이다. 주로 아프리카와 유럽 남부, 아시아에서 발견된다.

## 하위 속
- 땃쥐속 (Crocidura) - 땃쥐
- 얼룩무늬땃쥐속 (Diplomesodon)
- 켈라트긴발톱땃쥐속 (Feroculus)
- 팔라완이끼땃쥐속 (Palawanosorex)
- 큰머리땃쥐속 (Paracrocidura)
- 루웬조리땃쥐속 (Ruwenzorisorex)
- 갑옷땃쥐속 (Scutisorex)
- 피어슨긴발톱땃쥐속 (Solisorex)
- 사향땃쥐속 (Suncus)
- 숲땃쥐속 (Sylvisorex)